# Paint By Numbers
Ej att förväxla med Painted by Numbers, en låt av The Sounds.
Paint By Numbers är det andra studioalbumet av sångaren Christian Walz. Det släpptes 26 maj 2004.

## Låtlista
1. Hit N' Run
2. No No
3. You Look All The Same
4. Never Be Afraid Again
5. Sunday Morning Breakup
6. Maybe Not
7. Wonderchild
8. Die
9. I Will Let You Down
10. Red Eye
11. Missing You

### Listplaceringar
| Lista (2004-2005) | Topplacering |
| ----------------- | ------------ |
| Norge             | 15           |
| Sverige           | 6            |

### Fotnoter
1. ↑  Listplacering
2. ↑  Listplacering